# Fresno County
Fresno County är ett administrativt område i delstaten Kalifornien, USA. År 2010 hade Fresno County 930 450 invånare. Den administrativa huvudorten (county seat) är Fresno.
Del av Kings Canyon nationalpark liksom Naval Air Station Lemoore ligger i countyt. 

## Geografi
Enligt United States Census Bureau så har countyt en total area på 15 585 km². 15 443 km² av den arean är land och 142 km² är vatten. 

### Angränsande countyn
- Tulare County, Kalifornien - syd
- Kings County, Kalifornien - syd
- Monterey County, Kalifornien - sydväst
- San Benito County, Kalifornien - väst
- Merced County, Kalifornien - nordväst
- Madera County, Kalifornien - nord
- Mono County, Kalifornien - nordost
- Inyo County, Kalifornien - öst